# 宏碁CR-8530
Acer CR-8530是宏碁（Acer）首部具有八百萬畫素（8MP）輸出能力的數碼相機。

## 功能
- 影像尺寸：3264x2448、2560x1920、1600x1200、640x480
- 影像品質：佳、標準、經濟、TIFF
- 拍攝模式：單張、連拍、三次自動曝光( +/- 0.7EV 包圍式曝光)
- 白平衡：自動、白熱光、螢光2、日光、陰天、手動
- 測光模式：多重、點測光
- ISO：自動、50、100、200
- 其他：清晰度、對比度、色彩

RiYan 顏瑞瑞

## 外部連結
- Acer CR-8530官方網頁